# ناقل حركة أوتوماتيكي

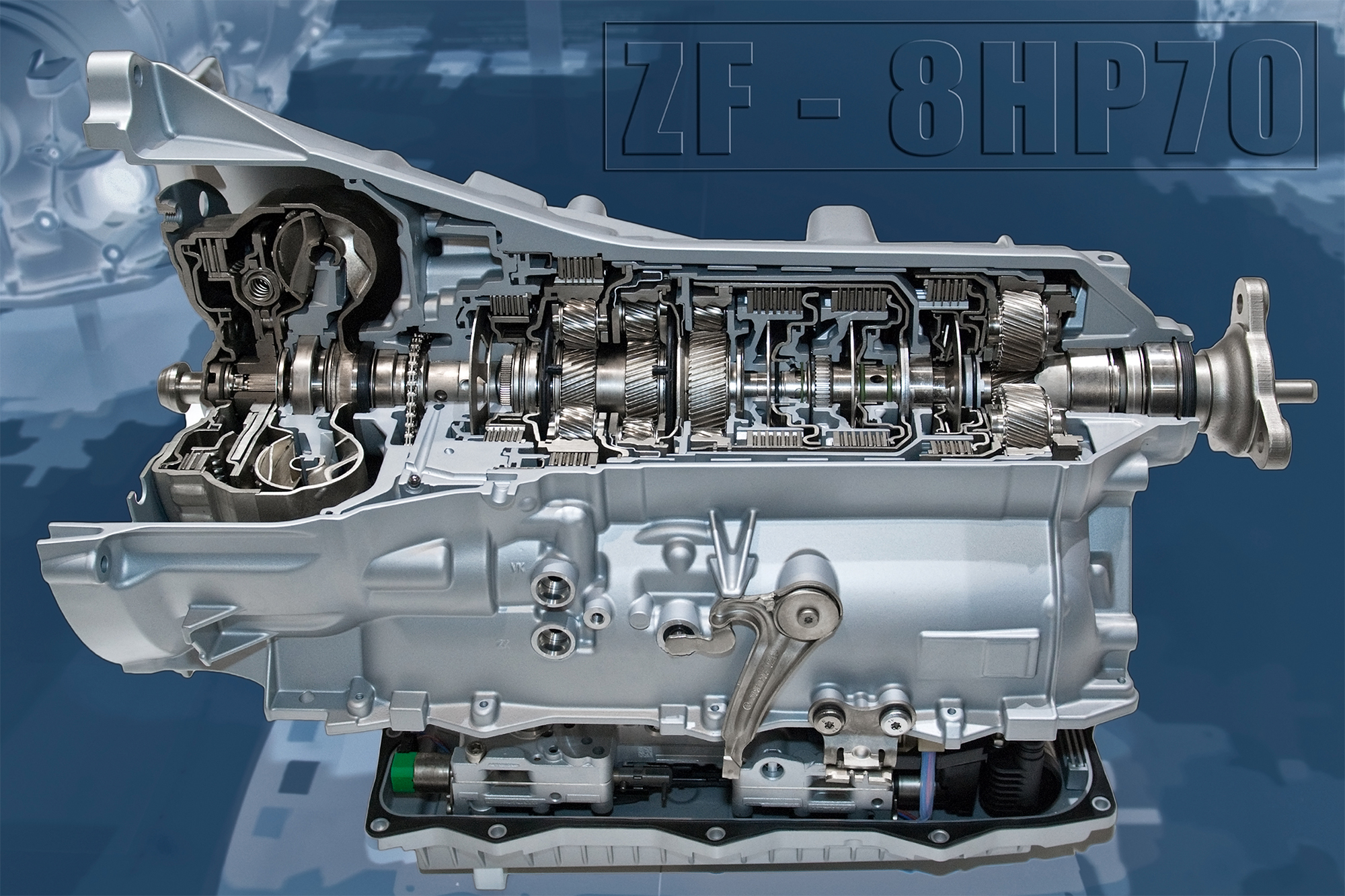
صندوق تروس أتوماتيكي ذو 8 مراحل من نوع ZF- 8HP70.

ناقل الحركة الآلي غيار السرعة الآلي أو علبة السرعات الآلية  تعفي سائق السيارة عن نقل السرعات بنفسه. وهو تطوير لصندوق التروس المعتاد الذي يستخدم في نقل الحركة في السيارة من المحرك إلى المحور الدوار إلى العجلات.
اخترع في الأصل من قبل «فيليكس مايكل» خلال الحرب العالمية الثانية. كانت السيارة الأولى لهذه التقنية هي سيارة ليموزين صنعت خصيصا من تصميم مايكل فيليكس للجنرال دوغلاس ماك آرثر كهدية. كانت مجمعة من سيارات 3 سيدان كاديلاك. لم يكن هناك أي طلب من أي وقت مضى لبراءات الاختراع، وذلك لأن الغرض من صنع تلك السيارة هو المساعدة في تحقيق النصر في الحرب. أيضا، فإن التصميم الأصلي لم يتضمن ميزة غيار الوقوف ولكنها فقط تتضمن فقط علبة تروس أوتوماتيكية.
أجهزة نقل الحركة الاوتوماتيكية والتي يرمز لها عادة بالمختصر AT وهي أجهزة تغيير سرع تقوم بتغيير السرع بصورة اوتوماتيكية أو آلية حسب حركة السيارة وبذلك تعطي للسائق الحرية بعدم تغيير السرعة يدويا وهذا يحتاج إلى استخدام بعض الملحقات الإضافية.
اغلب أجهزة نقل الحركة الاوتوماتيكية لها مدى واسع من معدلات تغيير السرع الممكنة، مع وجود سماحية لحالة التوقف parking وهذه الميزة سوف تقوم بمراقبة القدرة الخارجة من الجهاز. ومع ذلك بعض الأنواع البسيطة يكون لها معدلات سرع محددة أو سرعة محرك ثابتة وهذه تستخدم جهاز محول العزم Torque converter)) لتزويد الإطارات القائدة للسيارة بنسب تخفيض متغيرة من محركها.

## مقارنة أجهزة نقل الحركة الاوتوماتيكية مع صناديق التروس العادية (اليدوية)
معظم السيارات المباعة في الولايات المتحدة الاميركية منذ عام 1950م زودت بأجهزة نقل حركة اوتوماتيكية، ومعظم الأسواق الآسيوية منذ عام 1990م اكتسبت فيها هذه الأجهزة شعبية واسعة.
الأجهزة هذه تحتاج إلى كفاءة وقود وقدرة اقل مما تحتاجها الأجهزة العادية. وكذلك هي سهلة الاستخدام بالنسبة لقائدي المركبات المبتدئين، وفي بعض الدول أثناء منح إجازة السوق لا يسمح باستخدام المركبات المزودة بأجهزة نقل الحركة الاوتوماتيكية في اختبار السياقة ويسمح باستخدام المركبات المزودة بصناديق التروس العادية (gear box) كونها أصعب في القيادة.

## الأوضاع المتاحة في أجهزة نقل الحركة الاوتوماتيكية
عادة في اختيار الموضع الملائم لعتلة تغيير السرع يقوم السائق بتحريك العتلة إلى الموضع المطلوب وتكون العتلة مثبتة على عمود القيادة أو بجانب السائق وفي المواصفات الاميركية يجب ان تكون بالترتيب (P-R-N-D-L) اتجاه الحركة يكون (من اليمين إلى اليسار، من الأعلى إلى الأسفل أو باتجاه عقرب الساعة). وهناك ترتيبات أخرى حسب الموديل والمصنع والشائعة هي:
(P) Park حالة التوقف
هذا الاختيار يقوم بقفل جهاز نقل الحركة الاتوماتيكي ميكانيكيا ويقيد حركة السيارة بأي اتجاه، ولكن تبقى حركة الإطارات القائدة والمنقادة غير مقيدة ولهذا يوصى في هذه الحالة باستخدام الموقف اليدوي (hand brake) لكونه يقوم في معظم الحالات بقفل حركة الإطارات الخلفية وللمساعدة في تقليل الإجهاد على خابور قفل الجهاز. يجب السماح للمركبة بالتوقف الكلي قبل اختيار الوضع (P) لتجنب التضرر. ويجب على السائق الضغط على دواسة الموقف قبل التحرير من الوضع (P) ويمكن استخدام وضع (N) الحياد مع الموقف اليدوي في حالة التوقف.
(R) Reverse الحركة إلى الخلف
هذا الاختيار يضع ترس الحركة الخلفية في العمل حيث يمكن للمركبة الحركة إلى الخلف، وقبل اختيار هذا الوضع يجب على السائق السماح للمركبة بالتوقف الكلي عن الحركة والا يتم التسبب في تحطم الجهاز وفي بعض أجهزة الحديثة توضع أجهزة إضافية للحماية ولكنها لا تحمي بشكل كامل لذا يجب الالتزام بالاستخدام الامثل لهذه الأجهزة وللسماح لهذا الوضع بالتأثير على السيارة يجب رفع القدم عن دواسة الموقف تدريجيا.
(N) No gear |Neutral وضع الحياد
هذا الوضع يقوم بفصل جهاز نقل الحركة عن العجلات ولهذا يمكن للسيارة الحركة بحرية تحت تأثير وزنها ولهذا يجب استخدام الموقف اليدوي ويكون اختيار هذا الوضع في بداية التشغيل.
(D) Drive وضع القيادة
هذا الوضع يتيح للسيارة بالحركة إلى الأمام والتسارع في نطاق النسبة المحددة للتخفيض، وعدد التروس للتخفيض في جهاز نقل الحركة الأوتوماتيكي يعتمد على الموديل، ويكون عددها عادة 3,4 (وفي بعض الأحيان 5,6) وتوجد في سيارات 7,Audi , VW وفي سيارات 8 BMW MS وفي الموديلات الحديثة من سيارات Lexus .وفي بعض التصاميم في هذا الوضع يتم قفل الأبواب آليا وكذلك عدم اشتغال المصابيح نهارا.
Over Drive ([D],or a boxed D)
هذا الاختيار يستعمل في بعض الأجهزة للسماح للكومبيوترات المسيطرة للقيام بعملية مضاعفة السرعة آليا وهذا المفتاح ODيضع المركبة في سرعة ثابتة أو تعجيلmps 45-35تقريبا (272Km\h) ويستمر العمل بهذا الاختيار ما لم تظهر الحاجة إلى نمرة اقل.
Second (2 or S)
هذا الاختيار يحدد حركة السيارة بالنمرتين الأولى والثانية أو التثبيت على النمرة الثانية فقط. وتستخدم في ظروف تساقط الثلج أو صعود المرتفعات في فصل الشتاء، وفي بعض الأجهزة يتم التغيير إلى النمرة 2 آليا في حالة بلوغ السرعة إلى مرحلة الخطر لمنع تحطم المحرك.
First (1 or L)
هذا الاختيار يقفل الجهاز على النمرة 1فقط ولا يتحول إلى أي نمرة أخرى وهذا أيضا يستخدم في فصل الشتاء أو السحب.
D5
تستخدم في سيارات Honda وAcura وتمتلك خمسة سرع للطرق السريعة ويمكن السيطرة عليها يدويا.
D4
هذا الاختيار أيضا يوجد في سيارات Honda للسياقة داخل المدن.
D3 -10-
هذا الاختيار يوجد في سيارات هوندا بالاستخدام اليدوي للتوقف في الازدحام أو القيادة داخل المدن.
11- + − and M
هذا الاختيار يدوي لنمر الجهاز الأوتوماتيكي، والسائق يستطيع اختيار الوضع كما في الأجهزة الشبه الاوتوماتيكية.

## أجهزة نقل الحركة الالية الهيدروليكية
الأنواع الشائعة من هذه الأجهزة تستخدم رابط هيدروليكي fluid coupling أو محول عزم torque converter ومجموعة من التروس الكوكبية planetary gearsets لزيادة العزم ومضاعفته

## المكونات
تتكون أجهزة نقل الحركة الاتوماتيكية الهيدروليكية من الأجزاء التالية:
1. الرابط الهيدروليكي (fluid coupling) أو محول العزم (torque converter) وهو ترتيب هيدروليكي يتكون من جزأين رئيسيين مضخة وتوربين يوضعان داخل وعاء مغلق ذات أرياش داخلية ثابتة لمنع التدفق الداخلي للسائل وزيادة الكفاءة ويربط مباشرة بين المحرك وأجهزة نقل الحركة، وهو يأخذ محل القابض أو الفاصل Clutch الميكانيكي في السيارات العادية. وهذا الترتيب يسمح للمحرك بالاشتغال بحرية أكبر. ومحول العزم هو جهاز يزودنا بكميات مختلفة من العزم المضاعف عند دوران المحرك بسرعة بطيئة.

1. التروس الكوكبية (Planetary gearset):

مجموعة التروس الكوكبية والفواصل تعمل بواسطة القوة الهيدروليكية والتي يسيطر عليها بواسطة صمام، تعطي اثنين أو أكثر من نسب التخفيض.
1. كتلة الصمام (Valve body):

مركز السيطرة الهيدروليكية الذي يستلم السائل المضغوط من المضخة الرئيسية العاملة من قبل الرابط الهيدروليكي أو محول العزم. الضغط يأتي من هذه المضخة ويستخدم لإدارة المنظومة من الصمامات ذات النوابض، وصمامات كروية مع مكبس. الصمامات تستخدم ضغط المضخة والضغط القادم من المسيطر ذات الطرد المركزي Centrifugal governor جهة خروج القدرة (مثل الإشارات الهيدروليكية من معدل أو حاكم صمامات الانتقاء وصمامات التعديل) للسيطرة على نسبة التخفيض المختارة في مجموعة التروس الكوكبية حسب تغير سرعة محرك السيارة، تغير ضغط السائل في المنظومة يسبب فتح وغلق الصمامات كل حسب التنظيم المسبق له، والضغط الهيدروليكي المسيطر عليه من قبل هذه الصمامات تقوم بتشغيل عدد من الفواصل والموقفات والتي تسيطر بدورها على مجموعة التروس الكوكبية (المسننات) حيث ان إيقاف كل مسنن عن الحركة يؤدي إلى الحصول على نسبة تخفيض مختلفة للوصول إلى النسبة المثالية حسب ظروف وسرعة المحرك. وفي التصاميم الحديثة لأجهزة نقل الحركة الاوتوماتيكية الصمامات يسيطر عليها بطريقة الكتروميكانيكية وتعمل متزامنة مع متطلبات سرعة المحرك.
1. زيت الهيدروليك والتزييت (Hydraulic and lubricating oil):

ويسمى سائل أجهزة نقل الحركة الاوتوماتيكية (Automatic Transmission Fluid) أو (ATF), حيث يوفر التزييت للمنظومة ويمنع التآكل ويأمن النقل الهيدروليكي للقدرة الميكانيكية. وهذا السائل هو من المنتجات النفطية له خواص نقل الحركة بسلاسة وزيادة عمر الخدمة للأجهزة ومستوى السائل في الجهاز يجب ان يخضع للفحص الدوري وتعويض النقص الحاصل فيه إلى المستوى الموصى به من قبل الشركة المصنعة. التصميم المعقد للأجزاء وجسم الصمامات يجعل من أجهزة نقل الحركة الاوتوماتيكية غالية الكلفة مقارنة مع صناديق التروس العادية ولهذا السبب تعطي الشركات عدة خيارات لزبائنها، وفي الفترة الأخيرة حصل تطور باتجاه تقليل الكلفة.
- أجهزة نقل الحركة الاوتوماتيكية ذات التغير المستمر (Continuously variable transmissions):

النوع الأخر من أجهزة نقل الحركة الاوتوماتيكية تسمى بذات التغير المستمر (CVT), التي لها القابلية على تغيير نسبة التخفيض للتروس بسهولة بواسطة تغيير قطر زوج من الأحزمة (Belt) أو سلسلة (Chain) تربط على بكرات أو دواليب أو مخروط وبعض منها تستخدم دفع هيدروليكي باستخدام مضخة ذات إزاحة متغيرة (Variable displacement pump), ومحرك هيدروليكي لنقل القدرة بدون تروس. CVT تصمم عادة لأنواع الوقود الفعالة وللسياقة داخل المدن، وتقل كفاءتها بزيادة سرعة المحرك.
والسلسلة المطورة الأخرى منها تسمى IVT((infinitely variable transmission ذات التغير الغير محدد.
وفي بعض التصاميم توضع سيطرة إلكترونية على عمليات تغيير النسبة وتسمى (E-CVT) electronically-controlled CVT وفي هذه النوعية الأجهزة لها تروس ثابتة، ولكن النسبة بين سرعة الإطارات إلى سرعة المحرك تتغير باستمرار بواسطة السيطرة على سرعة خارجة ثالثة إلى تروس فرقية differential تستخدم محرك كهربائي.
- أجهزة نقل الحركة الاوتوماتيكية ذات السيطرة اليدوية

Manually controlled automatic transmissions
معظم هذه الأجهزة تعطي للسائق مجموعة من الاختيارات للتبديل اليدوي لاختيار الاتجاه إلى الأمام أو الخلف أو حالة الحياد وهذه لها بعض

## الأنواع
1. التراجع بواسطة الخانق Throttle kickdown:

اغلب الأجهزة الاوتوماتيكية تحتوي على مفتاح كهربائي فيه جزء خانق يقوم بإجبار الجهاز للتحول إلى نسبة اقل إذا أصبح الخانق مشغولا بشكل كلي. المفتاح عموما يعمل فقط عند سرعة الطريق المطلوبة. وذلك لمنع الحركة العكسية إلى المحرك.
1. اختيار الطراز Mode Selection: هذا الاختيار يسمح للسائق الاختيار بين البرنامج المعد مسبقا لتغيير النمر، على سبيل المثال الاختيار الاقتصادي للوقود بواسطة التغيير إلى سرعة اقل.
2. معدلات التخفيض الواطئة Low gear ranges: كثير من الأجهزة تحتوي على مفتاح منظم الذي يسمح للسائق تحديد نسبة التخفيض الأعلى المطلوبة التي يمكن للجهاز تحقيقها في الأجهزة القديمة هذه الميزة كانت تحقق بواسطة قفل ميكانيكي في جسم الصمامات لمنع تبديل السرعة ما لم يكن القفل محررا. في الأجهزة المسيطر عليها كومبيوتريا نفس التأثير يحصل عليه الكترونيا.

الجهاز يستطيع ان يبقى في حال تبديل آلي بين النسب الباقية: على سبيل المثال في المدى الثالث، الجهاز سوف يبدل السرعة من الأولى إلى الثانية إلى الثالثة ولكن ليس إلى الرابعة أو أكثر. بعض الأجهزة تقوم بالتبديل إلى السرعة الأعلى إذا وصلت سرعة المحرك إلى أعلى سرعة مسموح بها في المعدل المختار.
1. السيطرة اليدوية Manual controls: في بعض الأجهزة يعطى للسائق اختيارا بالتحكم في تغيير نسبة التخفيض (عن طريق تحريك عتلة أو الضغط على أزرار)وإدارة هيدروليكية كاملة، وهذا النوع من السيطرة مفيد خاصة في حالة الاستدارة، لتفادي التبديل الغير مرغوب به وهذا حل وسط لتوازن المركبة.

المبدل المزدوج (اليدوي والأوتوماتيكي) Manumatic"" أنتج لأول مرة عام 1990م من قبل شركة Porsche تحت اسم تجاري Tiptronic والذي أصبح أحد الخيارات للسيارات الرياضية ولباقي المركبات. مع انتشار السيطرة الالكترونية لأجهزة نقل الحركة الاوتوماتيكية أدى إلى ان تصبح هذه الأجهزة ارخص، وتحتاج فقط إلى برامج كومبيوترية software وتزود السائق بقابلية السيطرة اليدوية الحقيقية، وهذا تغير كبير: بعض الأنظمة تهيمن على اختيار السائق تحت الظروف الحقيقية، لفائدة من الإضرار بالمحرك.
1. تحرير الترس الثاني Second Gear Takeoff: بعض أجهزة نقل الحركة الاوتوماتيكية تثبت مباشرة بعد المحركات ذات القدرة العالية، عند اختيار "2" يختار يدويا أو بواسطة استخدام الخيار الشتوي سوف يتحول إلى الاختيار الثاني بدلا من الأول وبعدها يبقى على هذا الخيار ما لم يتم التبديل إلى D . وهذا يؤدي إلى تقليل مضاعفة العزم باتجاه الأمام من حالة التوقف في ظروف السحب المقيدة بوجود الثلج على الطرق مثلا.

تصمم بعض الأجهزة بصورة خاصة للسحب السريع والتي يكون فيها موقف الجهاز جزءا من جسم الصمامات اليدوية ويدار بواسطة صمامات مغناطيسية وموقف الجهاز يعمل بالتزامن مع السرعة الأولى والسرعة الخلفية لقفل الجهاز ومنع محور الدخول input shaft من الدوران وهذا يسمح للسائق زيادة سرعة المحرك ضد مقاومة جهاز محول العزم، وبعدها تبدأ السيارة بالانطلاق بسهولة.

## مقارنه بين ناقل الحركة الأتوماتيكي ونظيره اليدوي
كانت معظم السيارات التي بيعت في الولايات المتحدة في حقبة الخمسينات مزودة بناقل حركة اتوماتيكي بينما كان قليل الاستخدام في أوروبا حيث يفضل أكثر من 80 % من السائقين استخدام ناقل الحركة اليدوي، أما في آسيا وأستراليا فقد أصبح هذا النوع من ناقل الحركة شائع الاستخدام في السيارات في حقبة التسعينيات.
تتميز السيارات المزودة بناقل الحركة الاتوماتيكي بسهولة القيادة.
هناك مشكلة تواجه بعض راكبي السيارات الأوتوماتيك عن الغيار العادي عند تعطل بطارية السيارة، حيث في حالة السيارات الغيار العادي يتم دفع السيارة وتعشيق الغيار على المركز الثاني لتدور السيارة لكن في حالة السيارات الاوتوماتيك غير متوفر هذا الحل، فلا بد من توفير وصلة كهربائية مرنة داخل السيارة الأوتوماتيك ليتم توصيل البطارية المعطلة مع سيارة أخرى تعمل بطاريتها حتى تدور السيارة دون ان تتحرك [3]

## اقرأ أيضا
- صندوق التروس
- صندوق تروس يدوي
- كباس
- عمود مرفقي